# 賊公子
《賊公子》是一部於2000年出品的香港警匪片，由劉觀偉擔任執導，以及由古天樂、王敏德、張耀揚、雷宇揚、秦沛和姚樂怡擔任演出。

## 劇情
Raymond、Micheal、大佬威及阿本為江湖上人人聞名生畏的偷車黨，他們偷一輛車用少于五分鈡，所有的防盜系統在他們的手中不過就是小孩子過家家的玩具。警方一早盯上他們，但是他們卻找不到證據一直遲遲無法行動。高級警察谷sir其實一早安排了一名臥底進去，那就是Raymond，他的首要目的就是得到盜車集團首領邁克爾的犯罪證據。Micheal其實一早覺得Raymond可疑的，但他並沒有做出反應。不久，威欠下江湖大佬太子強的錢，走頭無路之下只好做一筆大買賣，但Raymond得知后通知了警方，兩方爆發槍戰...

## 演員表

### 偷車黨
| 演員   | 角色       | 關係／暱稱                                                                 |
| 古天樂 | Raymond    | 偷車黨 臥底 Mickey之男友 Micheal之手下 因覺得自己害死Micheal而辤去警察一職 |
| 王敏德 | Micheal    | 大佬 首領 Raymond、大佬威、阿本之上司 Mickey之兄                           |
| 張耀揚 | 大佬威     | 王公子 成員 被警方槍殺                                                     |
| 雷宇揚 | 阿 本      | 楊公子 成員 被警方槍殺                                                     |
| 馬學明 | 大佬威手下 | 大佬威手下                                                                 |

### 警察
| 演員   | 角色    | 關係／暱稱         |
| 秦 沛  | 谷警官  | 警官 Rayomnd之上司 |
| 古天樂 | Rayomnd | 臥底               |

## 外部連結
- 開眼電影網上《賊公子》的資料（繁體中文）
- 香港影庫上《賊公子》的資料（繁體中文）
- 豆瓣电影上《賊公子》的資料 （简体中文）
- AllMovie上《賊公子》的资料（英文）
- 互联网电影数据库（IMDb）上《賊公子》的资料（英文）